# Lecopia lurida
Lecopia lurida är en insektsart som först beskrevs av Melichar 1902.  Lecopia lurida ingår i släktet Lecopia och familjen Flatidae. Inga underarter finns listade i Catalogue of Life.